# 橢圓克里介
橢圓克里介（学名：Krithe ovoidea）为荊花介科克里介屬下的一个种。